# 김광수 (1957년 4월)
김광수(1957년 4월 18일 ~ , 전라남도 보성군)는 대한민국의 경제관료 출신의 금융인이다. 2018년 4월 NH농협금융지주 대표이사 회장이 되었다.

## 학력
- 광주제일고등학교 졸업
- 서울대학교 경제학과 학사
- 프랑스 국립행정학교 대학원 국제행정학 석사

## 경력
- 제27회 행정고시 합격
- 청와대 경제수석실 행정관
- 재정경제부 국제조세과 과장
- 재정경제부 금융정책과 과장
- 공적자금관리위원회 사무국장
- 금융위원회 금융서비스국 국장
- 금융정보분석원 원장
- 법무법인 율촌 고문
- NH농협금융지주 대표이사 회장
- 전국은행연합회 회장
- 청소년금융교육협의회 정회원